# Yolanda Rodríguez Martínez
Yolanda Rodríguez Martínez (Madrid, 1965) és una funcionària municipal i política espanyola d'Esquerra Unida, regidora de l'Ajuntament de Madrid.
Nascuda el 1965 a Madrid, va començar el seu activisme social en la dècada de 1990 a Olmedo (Valladolid), retornant a Madrid amb les albors del segle XXI, i incorporant-se al moviment veïnal.

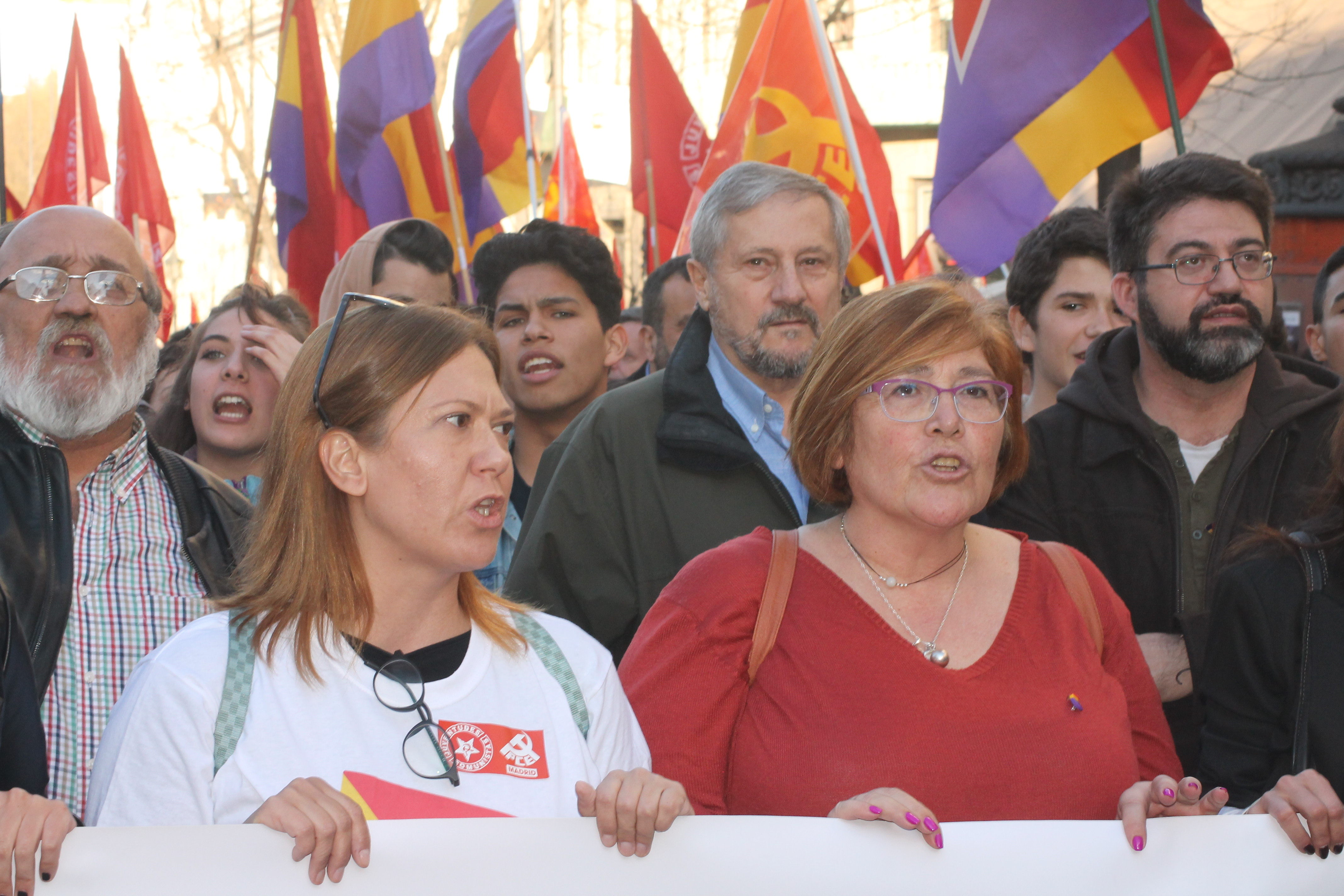
Durant la manifestació republicana del 14 d'abril de 2018.

Veïna del districte de San Blas-Canillejas, el 2005 va entrar a treballar com a funcionària de l'Ajuntament de Madrid. Militant d'Esquerra Unida (IU), va abandonar la formació el 2015 i es va presentar com a candidata al número 19 de la llista d'Ara Madrid per a les eleccions municipals de 2015 a Madrid.
Triada regidora, després de la investidura d'Manuela Carmena com a alcaldessa de Madrid, va ser designada regidora-presidenta dels districtes d 'Hortaleza i Ciudad Lineal. Poc després, un cop anunciada la desfederació d'Esquerra Unida de la Comunitat de Madrid (IUCM), es va fer pública el juny de 2015 la intenció de Mauricio Valiente, Carlos Sánchez Mato i Yolanda Rodríguez de tornar a IU. En 2017, durant el seu mandat com a regidora, es va presentar a unes oposicions internes de l'Ajuntament per al lloc d'auxiliar administratiu.
Al febrer de 2019 va ser escollida com a número 2 de la llista per a les eleccions municipals de 2019 d'IU, que tot i això havia acordat confluir amb Anticapitalistes i estava en negociacions amb més partits i organitzacions; en aquest sentit, va participar en la presentació de Madrid En Pie Municipalista el 28 de març de 2019.